# Fotbal Club Extensiv Craiova
El Fútbol Club Extensiv Craiova fue un club de fútbol de Rumania de la ciudad de Craiova. Fue fundado en 1949 como Metalul Craiova y desapareció en 2004.

## Historia
El club fue fundado como Electroputere Craiova y jugó por primera vez en la Segunda división rumana en 1960/61. Después de una temporada, el club descendió y regresó para una estadía más larga a fines de la década de 1960, hasta 1979. Después de regresar en 1985, el club pudo restablecerse en la segunda división y en 1991 ascendió por primera vez a la Primera división. Inmediatamente alcanzaron el tercer puesto, lo que les dio derecho al fútbol europeo. En la Copa de la UEFA, sin embargo, el club fue derrotado en la primera ronda por el Panathinaikos griego. La temporada siguiente se alcanzó el sexto puesto. En la temporada 1993/94 el club luchó contra el descenso y acabó 14º. En 1994/95, el Electroputere acabó 15º y perdió en la última ronda, lo que supuso el descenso.
Después de terminar octavo en la segunda división, el club se convirtió en subcampeón dos veces seguidas, pero ya no pudo lograr el ascenso. Para la temporada 1998/99 el nombre del club cambió a Extensiv y se proclamó campeón. Sin embargo, el regreso a la máxima categoría no fue fácil y el club volvió a descender, esta vez terminó último.
En 2002, el club terminó tercero y se quedó a punto de conseguir un billete para la ronda final para ascender. Para la temporada 2003/04 el nombre se cambió a FC Craiova. Luego de esta temporada el club se mudó a la ciudad de Caracal y pasó a ser FC Caracal.

## Palmarés

### Torneos nacionales
- Liga II (2):1991, 1999

## Participación en competiciones europeas
| Temporada | Competición | Ronda | Club          | Cómputo global | Ida     | Vuelta  |
| --------- | ----------- | ----- | ------------- | -------------- | ------- | ------- |
| 1992/93   | Copa UEFA   | 1     | Panathinaikos | 0-10           | 0-6 (C) | 0-4 (F) |